# Sinclair (Wyoming)
Sinclair – miasto w Stanach Zjednoczonych, w stanie Wyoming, w hrabstwie Carbon.